# Rukwatitan
Rukwatitan bisepultus
Genre
Espèce
Rukwatitan est un genre de dinosaures découvert en Tanzanie. Ce titanosaure vivait il y a environ 100 millions d'années, au milieu du Crétacé.
La seule espèce rattachée au genre, Rukwatitan bisepultus, partage des caractéristiques avec une autre espèce de dinosaure découverte au Malawi, Malawisaurus dixeyi. Cette découverte africaine est importante
car si les titanosaures constituent le clade de sauropodes le mieux représenté dans le Monde, peu d'espèces de ce groupe ont été découvertes en Afrique.

## Description
Rukwatitan bisepultus mesurait 9,10 mètres de la tête à l'extrémité de la queue et la longueur de ses membres est estimée à environ 2 mètres. 

## Environnement et datation
Les fossiles ont été trouvés dans une falaise de grès rouges déposés en milieu continental près du lac Rukwa dans la vallée de Rukwa (en), au sein du membre "Namba" de la formation géologique de Galula (en). Leur datation les place à cheval sur le Crétacé inférieur et supérieur (étages de l'Aptien et du Cénomanien),.

## Étymologie
Le nom du genre Rukwatitan fait référence au « lac Rukwa » dans le Sud-Ouest de la Tanzanie où ont été trouvés les restes de l'holotype et « Titan », symbole de force.

## Publication originale
- (en) Eric Gorscak, Patrick M. O'Connor, Nancy Jeanne Stevens et Eric M. Roberts, « The basal titanosaurian Rukwatitan bisepultus (Dinosauria, Sauropoda) from the middle Cretaceous Galula Formation, Rukwa Rift Basin, southwestern Tanzania », Journal of Vertebrate Paleontology, SVP et Taylor & Francis, vol. 34, no 5,‎ 29 juillet 2014, p. 1133-1154 (ISSN 0272-4634 et 1937-2809, OCLC 238100068, DOI 10.1080/02724634.2014.845568, lire en ligne).